# VF-2SS バルキリーII
VF-2SS バルキリーII（ブイエフ・ツー・エスエス バルキリー・ツー、VALKYRIE II）は、OVA『超時空要塞マクロスII -LOVERS AGAIN-』とその関連作品に登場する架空の兵器。

## デザイン
前作『超時空要塞マクロス』（以下、「前作」）に登場したVF-1 バルキリーのデザインを継承し、藤田一己が基本デザイン、大畑晃一が仕上げを担当した。

## 概要
『マクロス』10周年記念作品として1992年に発表されたOVA『超時空要塞マクロスII -LOVERS AGAIN-』（以下、『マクロスII』）に登場する、可変戦闘機（ヴァリアブル・ファイター）。VF-1のペットネーム「バルキリー」を継承しており、ファイター（戦闘機形態）、ガウォーク（鳥人形態）、バトロイド（人型形態）の3形態に変形する。正式名称は「VF-2SS バルキリーII」だが、劇中ではもっぱら「バルキリー」と呼ばれている。
本機は『マクロスII』のキービジュアルに描かれており、本編だけでなくオープニングアニメーションやアイキャッチにも登場するほか、プラモデルなどの関連商品も発売されている。『マクロスII』の主人公であるテレビレポーターの神崎ヒビキは本機体を操縦しないが、バンダイから発売されているプラモデルの解説では「主役メカ」と表記されている。ヒロインの1人であるシルビー・ジーナやその同僚のネックス・ギルバートといった地球統合軍の軍人が搭乗し、敵であるマルドゥーク軍と戦いを繰り広げる。
カラーリングは白だが、搭乗パイロットによってストライプの色がパーソナルカラーになっている。前作の「VF-1J 一条輝機」と同様の白地に赤のストライプのカラーリングはシルビー機、青のストライプはネックス機、緑のストライプは一般男性パイロット機、黄色のストライプは一般女性パイロット機とされている。また、第3話のムーンフェスティバルでは赤やオレンジ色の機体も登場している。
劇中では最初から強化装備「スーパーアームドパック」 (SAP) を装着した状態で登場しており、基本状態はほとんど見られない。
なお、作品自体は2090年代が舞台となっているが、2059年を舞台とした『マクロスF』（2008年放送）の終了後にようやくシリーズ年表に組み込まれるという経緯を辿った（詳細は超時空要塞マクロスII -LOVERS AGAIN-#世界設定を参照）ため、本機体の設定もVF-1のものだけが参考にされている。

## 機体設定

### VF-X-2
VF-2シリーズは、2080年代から2090年代にかけて地球統合軍で主力を担ったが、元々は可変戦闘機の開発初期の第一次星間大戦前、21世紀初頭にも同様の型式のVFが存在した。VFシリーズ開発年表によると、VF-1（より正確には、試作機であるVF-X1（VF-X-1））の対抗機種として2003年に開発が開始され、試作までは行われたものの、2008年のVF-1量産開始と時を同じくして開発が中止している。画稿などは一切発表されておらず、どのような形状のものだったのかは不明。

### VF-2
VF-XX ゼントラーディアンバルキリー（2060年代制作）をベースに開発され、2072年にロールアウトしたバルキリーIIシリーズの1号機。

### VF-2S
VF-2の宇宙用。ゼントラーディの自動兵器工廠衛星から得られたヌージャデル系の技術が応用されている。

### VF-2SS
VF-2Sをベースに開発され、2082年より配備が開始された可変戦闘機。2090年代には地球統合軍の主力機として、主に宇宙空間に配備されている。バトロイド時のサイズは、同時期に運用されたVF-2JA イカロスよりも一回り小さい。全体的に小型化されているが、関節駆動部にゼントラーディ系のパワードスーツの技術が使われており、構造上の脆弱さを克服している。
可変機構はVF-1同様の屈胴式。主翼のサイズは比較的小さく、エンジンナセルは大きく外側に張り出しており、空力をある程度犠牲にしているが可変戦闘機としての特性を重視した物で、当機については宇宙空間での性能を重視した設計となっている。
コクピットは単座だが、操縦席後部のトランクに人間1人が入れるほどのスペースがあり、マルドゥーク軍の捕虜となった民間人を救助した際に同乗させたケースもある。キャノピーにはフレームがなく、視認性に優れているのが特徴。バトロイド形態時にはカバーで完全に覆われ、カメラからのモニター映像に頼る。
武装
固定武装として頭部レーザー機銃2門を標準装備する。VF-1とは違って頭部形状のバリエーションタイプは見られず、一般機もエース機も頭部レーザー砲門は2門となっている。砲門は連装ターレットで俯仰を、頚部関節で左右への方向へ撃ち分ける従来のVFシリーズの方式を継承している。
手持ち武器としてガンポッドを装備する。これはレールガン式で、従来のVFと比べると角ばった形状になっているのが特徴。また、ネックス専用機は大型の専用ガンポッドを装備する。通常型のファイター形態では、機体下面のバックパックの右側にガンポッドを懸吊する。SAP装備型のガンポッド装備方法は下記。
小型の無人攻撃機「スクアイアー」を随伴させることもできるほか、VF-2SS本体から離れた標的を3門のレーザー砲で攻撃できる。本体の周囲に展開して同時に攻撃したり、本体がドッグファイトで後ろを取られた場合に本体を援護するなどの用途がある。本体1機につき、最大5基のスクアイアーを同時に随伴させる例が確認されている。
スーパーアームドパック (SAP)
宇宙空間での運用時に標準装備されている追加装備。高機動バーニア、レールガン、ミサイルポッドから構成され、従来のスーパーパックとアーマードパックが統合されたオプションパックである。装着したまま三段変形することも可能であり、バトロイド時のレールガン発射モードではバトロイドの頭部がカバーに覆われる。一般機は左腕部のミサイルポッドにガンポッドを収納するが、ネックス機は専用の大型ガンポッドを装備するため、右脚部増設パーツに専用のラックが設けられている。
主なパイロット
- ネックス・ギルバート
- シルビー・ジーナ
- エイミー・ロック
- 九條沙織
- ナスターシャ・トート

### VF-2J
VF-2の大気圏内用。Jシリーズにはイカロスというペットネームが与えられている。これはギリシア神話に登場し、人工の翼を背負い空を飛んだとされる人物に由来する。主にゼントラーディの反乱鎮圧用とされている。

### VF-2JA
VF-2JA イカロス（ブイエフツー ジェイエー イカロス、Ikaros）は、2082年より配備開始され、2090年代に地球統合軍の主力を担ったVF-2シリーズの可変戦闘機。
同時期に運用されたVF-2SS バルキリーIIが主に宇宙空間で使用されたのに対し、VF-2JAは大気圏内用に開発されている。カナード翼やVF-2SSより大型の主翼を採用したことで空力を重視した設計となっており、メインエンジンは大気圏内用の熱核エンジンを搭載している。JA型には収容式の前進尾翼が採用された。機体サイズはVF-2SSより一回り大きい。カラーリングはスカイブルー。
ネックス専用機は大型のミサイルポッドを2基搭載している。

## 関連商品

### 模型
プラモデル
OVAの発売と同時期の1992年に、バンダイよりプラモデルが発売された。商品名は『1/100 ネックスバルキリーII スーパーアームパック』。ネックス機のSAP装備型であり、股関節パーツが差し替え式、SAPが解除できないといった仕様ではあるものの、ファイター、ガウォーク、バトロイド、レールガン発射モードの変形は可能となっている。デカールとシールが付属しており、塗装しなくてもネックス機の青のストライプを再現できる。
フィギュア
2009年夏発売の「マクロスファイターコレクション1」にて『VF-2SS シルビー機』が、2009年11月発売の「マクロスファイターコレクション2」にて『VF-2SS ネックス機』がリリースされている。スケールは1/250。非変形の彩色済みフィギュア。食玩の特性上ブラインドパッケージのため、選んで買うことはできない（VF-0、VF-1、VF-19改など第1弾は合計16種類、YF-19、YF-25、VF-27など第2弾は合計19種類の機体のうち、ランダムで1体が封入されている）。
可変トイ
1/60スケールの初の完全変形トイ
2015年12月にシルビー機、2016年5月にフェアリーリーダー隊機、同年7月にネックス機が、それぞれエヴォリューション・トイより発売された。2016年7月には、SAP付きのフェアリーダー隊機（流通限定版）とネックス機のほか、SAP単体（先に発売されたSAP無し機体用）も発売された。SAPには、自動攻撃兵器スクワイアー2機付属。
スケール不明（約1/100）の完全変形トイ
2017年11月に「HI-METAL R VF-2SS バルキリーII＋SAP （シルビー・ジーナ機）」が、2018年11月に「HI-METAL R VF-2SS バルキリーII＋SAP （ネックス・ギルバート機）」がバンダイ（バンダイスピリッツ）より発売された。スクワイア・ドローン4機付属。

### ゲーム
- 超時空要塞マクロスII
- マクロスアルティメットフロンティア
- マクロストライアングルフロンティア